# Слобода Екатерининская
Слобода Екатерининская — село в Новошешминском районе Татарстана, административный центр Екатерининского сельского поселения.
Расположенона реке Секинесь в 11 км к юго-западу от Новошешминска и в 150 км к юго-востоку от Казани.

## История

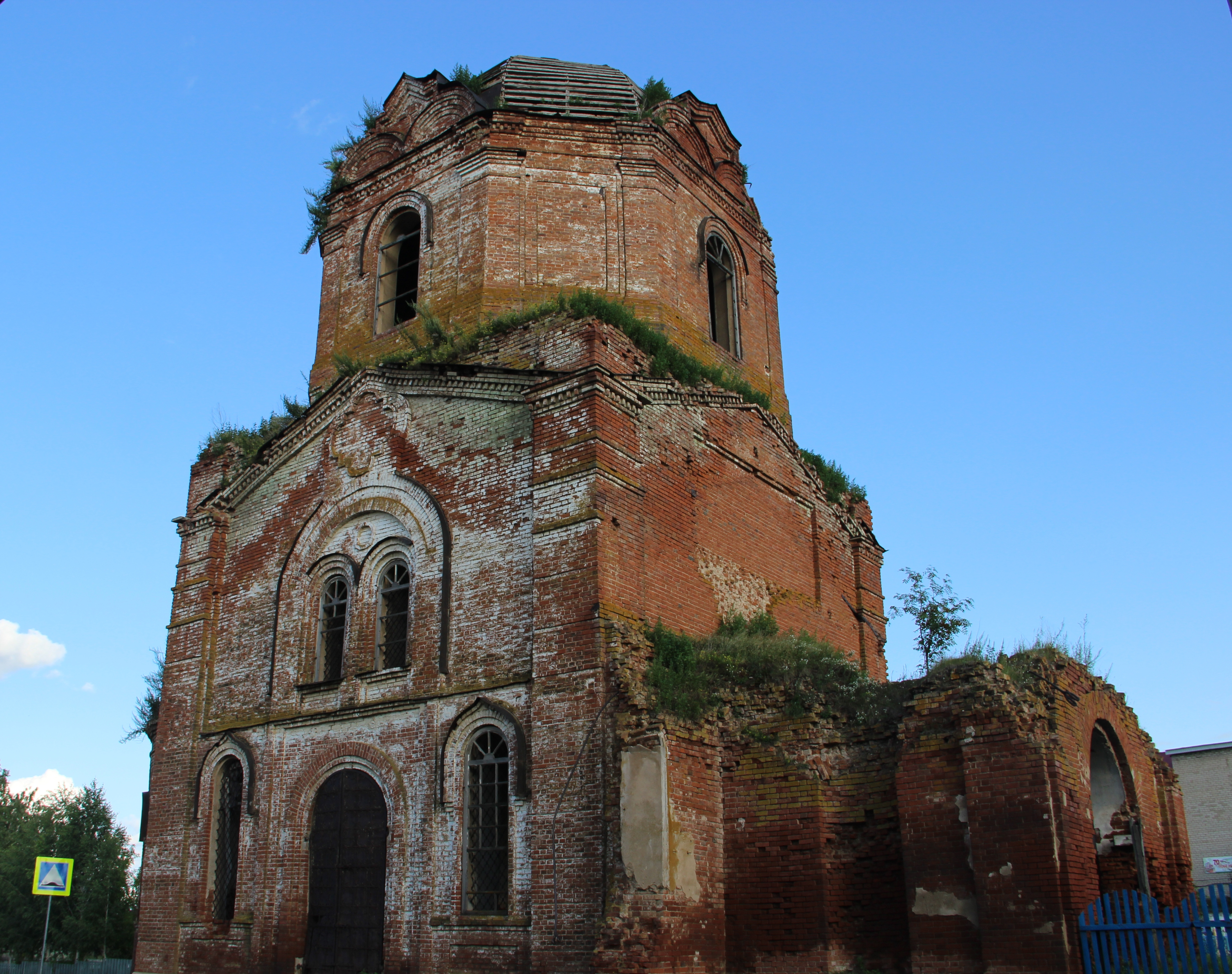
Церковь

Основано в 1730-х гг. Первыми жителями были польские шляхтичи, поселённые на Закамской засечной черте, в 1740-х гг. сюда стали селить пахотных солдат. В то время существовала Канцелярия о поселении отставных военных чинов, учреждённая в 1736 году. 22 августа 1736 г. именным указом императрицы Екатерины II были объявлены новые условия устройства слобод для отставных военных чинов. Занимались земледелием, разведением скота. В начале 20 в. в селе Екатерининская Слобода функционировали Троицкая церковь (построена в 1875–83 гг. на средства елабужского купца И.И. Стахеева, памятник архитектуры), земская школа (была открыта в 1877 г.), 5 ветряных мельниц, крупообдирка, кузница, маслобойня, 2 пивные, 1 казённая винная и 6 мелочных лавок, базар по вторникам. В экономических примечаниях за 1796 год существует следующая запись: «Екатерининская — по обе стороны речки Секинесь, а Талейка на левой стороне. В ней церковь деревянная во имя великомученицы Екатерины. Стоит возле реки Шешмы и ручья Тагарменя, среди оврагов Ржавца, Шиповки, ручьев Студенца, Елховки и многих лощин, озер безымянных. Рядом имеются развалившиеся два городка, сделанных в старинные времена, называемые первый — Секинейский, а второй — Уравский…» В Чистопольском уезде Екатерининская слобода казённая при безымянном ключе, 54 версты от г. Чистополь, 256 дворов, 727 мужчин, 778 женщин, церковь. В конце XIX века в селе числилось 376 дворов и 2322 жителя, действовали церковь и начальное училище. Близ неё сохранялся ров с валом, остаток первой Закамской линии.
Жители Слободы приняли активное участие в "Вилочном восстании" 1920 года.
В период коллективизации было раскулачено около сотни семей села.
На 1 января 1940 в слободе было 543 хозяйства. На селе было 63 фамилии. Было построено 58 кирпичных домов.
Во время Великой Отечественной войны из села на войну ушло 337 человек, 180 из них погибли.

## Достопримечательности
Троицкая церковь (памятник архитектуры XIX века).

## Религия
В настоящее время в селе действует молитвенный дом в честь св. влм. Екатерины.

## Инфраструктура
Средняя школа, дом культуры, библиотека.

## Экономика
Полеводство, полочное скотоводство.